# Acid antimonios
Acidul antimonios (acidul stibios) este un acid anorganic cu formula chimică H3SbO2. 